# Hôtel de Ville (Beuvrages)

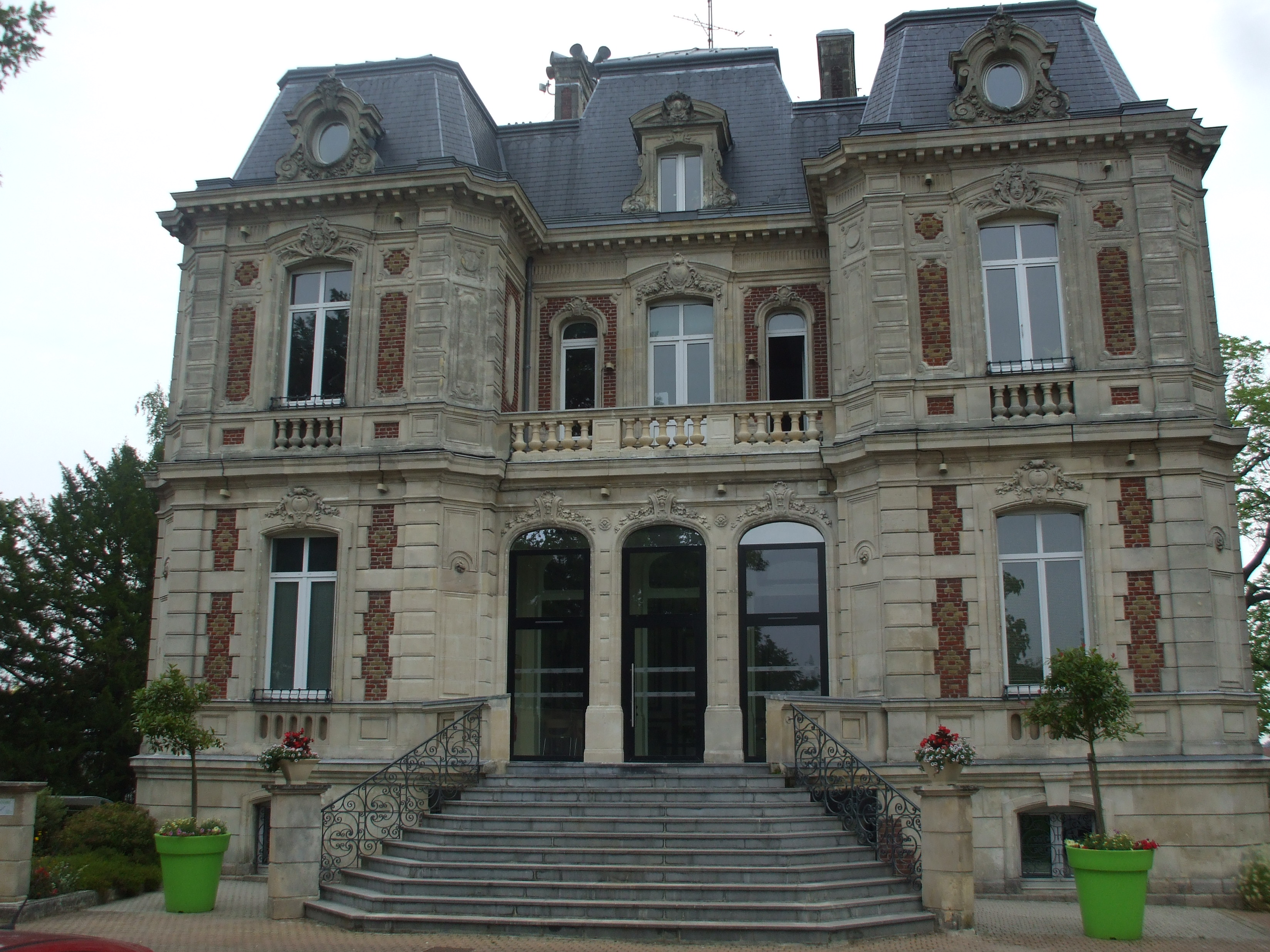
Hôtel de Ville in Beuvrages

Das Hôtel de Ville (deutsch Rathaus) in Beuvrages, einer französischen Stadt im Département Nord in der Region Hauts-de-France, wurde von 1863 bis 1865 errichtet. Das Hôtel de Ville hat die Adresse Parc Fénelon.
Der repräsentative zweigeschossige Bau wurde als Villa der Familie Jules Lefèvre errichtet. Das symmetrische Gebäude aus Backstein und Haustein besitzt zwei vorspringende Eckpavillons und in der Mittelachse eine Freitreppe, die zum Eingang führt.
Im Jahr 1986 kaufte die Gemeinde die ehemalige Villa, um darin das Rathaus einzurichten.